# Художній стиль мовлення
Художній стиль — це стиль художньої літератури, який використовується в поетично-художній творчості. Провідним завданням художнього стилю є вплив на людську психіку, почуття, думки через зміст і форму створених авторами поетичних, прозових текстів. Художній стиль передбачає попередній відбір літературних художніх текстів. У художньому стилі широко використовуються всі мовні засоби, увесь лексичний потенціал мови.
Художній стиль реалізований у формі драми, прози та поезії, які, своєю чергою, розподіляються на відповідні жанри.
Особливістю стилю художніх творів є емоційна виразність. Художня мова - це образно-експресивна мова.
Експресія (виразність) досягається широким використанням  епітетів,  метафор, алегорій, порівнянь,  гіпербол, архаїзмів, тобто вживанням слів, які мають не тільки семантичне (смислове) значення, але й несуть емоційне забарвлення, а також застосуванням особливої ритміки мови (її інтонаційного строю) та інших засобів. У художній мові слова отримують образне значення та естетичне звучання, якого немає в інших видах мови.  
Особливе багатство художнього слова – метафори. Метафори — це уособлення тих чи інших явищ природи, образне зближення слів на базі їх переносного значення, буквально означає «перенос». Вони зустрічаються у античних і іспанських поетів XVI століття. Наприклад: «Страшуся – сподіваюся, холону – і палаю, / у пилюзі топчуся – і в небі літаю» (Петрарка)  ; «Я лицар слова, честі раб» (Лопе де Вега)  .
Витончене поєднання оригінальної думки й поетичного слова бачимо в строках сучасних поетів : “Німа розмова – слів печать / У шепотінні ночі…/ Мовчать уста, уста мовчать, / Коли говорять очі”(О. Кузьменко)  ; “Без мене ти станеш ігристим, / Та бездомним вином густим. / А я – сіяючим, чистим / Без тебе бокалом… пустим” (Т. Сальникова) .
Метафори дозволяють у не багатьох словах реалізувати філософські думки і естетичні задуми авторів. Наприклад: “Усмішки забуваю хижі / І замість чаю / Сузір'я олівцем качаю / Ковток ковтнувши тиші”; “Душа стражданнями пом'ята / Те не розп'ята”; “Поринув в дощ минулого руїн, / Шукаючи надію в непроглядній млі, / Повзу, не щадячи колін, / По грішній та гіркотній, як полин, Землі. / І крізь урочий шепіт ночі: / “Не вір щасливому кінцю”, / Дивлюсь сміливо долі в очі, / Чоло несу терновому вінцю” (Володимир Тертишник)[ .  Пророчі метафоричні рядки  часто знаходять притулок у поезії талановитого українського поета, якому судилась нелегка доля і коротке життя, Василя Симоненка: «Уже народ – одна суцільна рана, / Уже від крові хижіє земля,  / І кожного катюгу і тирана /  Уже чекає зсукана петля»; «Мріють крилами з туману / лебеді рожеві, / Сиплють ночі у лимани / зорі сургучеві» .
Мова поетичних творів – особлива складова культури, її озоновий шар, а розвиток духовності народу беззаперечно вимагає дотримання “кіотських протоколів” щодо обмеження викидів на сторінки періодичних видань сірості та вульгарності й збереження та примноження поетичного надбання, піклування про його майбуття. Краса душі вихована і випестувана вишуканою елегантністю та легким поетичним озоном барвінкової мови – врятує і звеличить наш світ. Ніколи не здолати того народу, який закоханий в рідну землю, мелодійність рідної мови,  має жагу до свободи та є одним з найбільш духовних.

## Використання
Художній стиль мовлення можна розглядати як узагальнення й поєднання всіх стилів, оскільки письменники органічно вводять ті чи інші складники стилів до творів, надаючи їм більшої переконливості та правдивості в зображенні подій.

Цей стиль широко використовується у творчій діяльності, різних видах мистецтва, у культурі й освіті.
Як у всіх зазначених царинах, так і в белетристиці (красному письменстві) цей стиль, окрім інформаційної функції, також виконує естетичну: впливає засобами художнього слова через систему образів на розум, почуття й волю читачів, формує ідейні переконання, моральні якості й естетичні смаки.

## Особливості художнього стилю
| Основні ознаки: - образність (образ-персонаж, образ-колектив, образ-символ, словесний образ, зоровий образ). - поетичний опис словом подій навіть у прозових і драматичних творах, - естетика мовлення, призначення якої — розбудити в читача почуття прекрасного, - експресія та інтенсивність вираження (урочисте, піднесене, увічливе, пестливе, лагідне, схвальне, фамільярне, жартівливе, іронічне, зневажливе, грубе тощо), - зображувальність (тропи: епітети, порівняння, метафори, алегорії, гіперболи, перифрази тощо; віршована форма, поетичні фігури), конкретно-чуттєве живописання дійсності, - відсутнє певне регламентування вживання засобів, про які йтиметься далі, і способів їх поєднання, відсутність будь-якого нормування, - визначальним є суб'єктивізм розуміння й відображення (світогляд, світовідчуття і, відповідно, світовідтворення автора, спрямоване на світосприйняття й інтелект читача). | Основні мовні засоби: - наявність багатства найрізноманітнішої лексики, переважно конкретно-чуттєвої (назви осіб, речей, дій, явищ, ознак), - уживання емоційно-експресивної лексики (синонімів, антонімів, омонімів, фразеологізмів), - запровадження авторських новотворів (слів, значень, висловів), формування індивідуального стилю митця, - уведення до творів зі стилістичною метою історизмів, архаїзмів, діалектизмів, просторічних складників та жаргонізмів, - поширене застосування дієслівних форм: родових (у минулому часі й умовному способі); особових (у теперішньому й майбутньому часі дійсного способу); у наказовому способі, - широке вживання речень різноманітних типів, синтаксичних зв'язків, особливості інтонування та ритмомелодики, - представлено абсолютно всі стилістичні фігури (еліпсис, періоди, риторичні питання, звертання, багатосполучниковість, безсполучниковість тощо). |

Щодо родів і жанрів літератури художній стиль поділяють на підстилі, які мають особливості мовного зорганізування тексту:
- епічні (епопея, казка, роман, повість, байка, оповідання, новела, художні мемуари, нарис),
- ліричні (поезія, поема, балада, пісня, гімн, елегія, епіграма),
- драматичні (драма, трагедія, комедія, мелодрама, водевіль),
- комбіновані (ліро-епічний твір, ода, художня публіцистика, драма-феєрія, усмішка).